# Flea on the Honey
Flea on the Honey, conhecidos também como Flea ou Etna, foram um grupo de rock progressivo italiano da primeira metade dos anos 1970.

## História
Inicialmente cantavam em inglês, dedicando-se a um progressivo duro e vizinho ao hard rock que mais avante, no segundo e terceiro disco, conseguiram refinar.
O grupo publicou, em 1971, um disco homônimo, cantado em inglês com o nome dos músicos na mesma língua.
Um ano depois, abreviaram o nome da banda em Flea e lançaram Topi o uomini, um disco mais maduro que o precedente, cantado em italiano, composto por uma longa suíte que dá nome ao álbum e outras músicas de menor duração.
Após três anos de trabalho, sai o terceiro e último disco, Catoca, com o grupo que mudou novamente de nome, dessa vez para Etna. É uma criação de inspiração jazz, inteiramente instrumental.

## Formação
- Antonio Marangolo - Tony - teclado
- Carlo Pennisi - Charlie - guitarra, voz
- Elio Volpini - Nigel - baixo, voz
- Agostino Marangolo - Dustin - bateria

## Discografia
- 1971 - Flea on the Honey - Flea on the Honey
- 1972 - Flea - Topi o uomini
- 1975 - Etna - Catoca